# Ole Martin Årst
Ole Martin Årst (ur. 19 lipca 1974 w Bergen) – norweski piłkarz występujący na pozycji napastnika.

## Kariera
W profesjonalnym futbolu Årst zadebiutował w 1995 roku, będąc zawodnikiem Tromso IL. Po zakończonym sezonie 1997 za kwotę 13 mln koron norweskich (ok. 1,5 mln euro) zasilił belgijski RSC Anderlecht. W 1999 roku przeszedł do KAA Gent i został królem strzelców Eerste Klasse, z 30 golami na koncie. Po bardzo udanym sezonie za 24 mln NOK (ok. 3 mln euro) odszedł do Standardu Liège. W 2003 roku powrócił do Tromso IL, a jego nowy klub zapłacił za niego 5 mln NOK (ok. 600 tys. euro).
W reprezentacji Norwegii zadebiutował w styczniu 2000 w towarzyskim spotkaniu przeciwko Islandii. W drużynie narodowej wystąpił 22 razy i zdobył 2 bramki.